# Izmišljeno vesolje
Izmíšljeno vesólje ali izmíšljeni svét je izmišljeno okolje, v katerem se dogaja zgodba leposlovnega dela in ima dosledno opisane lastnosti elementov, kot so geografija, zgodovina idr. Večina izmišljenih svetov v leposlovnih delih je podobnih našemu, posebej v fantazijskih ali znanstvenofantastičnih delih pa lahko vključujejo drugačne fizikalne zakone (npr. možnost potovanja hitreje od svetlobe), magijo, čudežna bitja in druge elemente. Izraz izmišljeno vesolje izhaja iz angleščine (fictional universe) in se v splošnem ne nanaša le na Vesolje, vesoljski prostor v fizičnem smislu.
Opis izmišljenega vesolja je lahko v enem samem delu, kot je Krasni novi svet v romanu Aldousa Huxleyja, zelo pogosto pa isto izmišljeno vesolje in dogodke v njem opisuje cel niz del. Med najbolj znanimi takimi vesolji je gotovo Srednji svet v romanih Silmarillion, Hobit in Gospodar prstanov angleškega pisatelja Tolkiena, ki je hkrati tudi eden najbolj razdelanih, saj je Tolkien natančno opisal njegovo geografijo, celotno njegovo zgodovino od nastanka dalje, vključno z množico ras, jezikov, ki jih govorijo, pisav, ki jih uporabljajo, in drugih elementov. Prav tako lahko samo izmišljeno vesolje obsega bodisi manjše območje (npr. otok), bodisi celino, planet, osončje/planetni sestav, vesolje ali celo več vzporednih vesolij. Dobro razdelan svet bistveno prispeva k prepričljivosti zgodbe. Dogajanje v izmišljenem vesolju lahko traja tudi dlje časa, npr. celo stoletje ali tudi več. Zgled takšnega izmišljenega vesolja je vesolje, oziroma svet Poldneva (neuradno imenovan tudi svet časovnih pohajkovalcev) bratov Strugacki, kjer so zgodbe nekakšna antikronika dogodkov, ki se še niso zgodili, v prihodnosti. Vesolje je dobilo ime po prvi povesti iz niza, Vrnitev (Poldan, 22. stoletje) iz leta 1962.
V novejšem času se dogaja, da več avtorjev ustvarja zgodbe, ki se dogajajo v istem izmišljenem vesolju. Znan tak primer je vesolje Vojne zvezd, ki ga je ustvaril George Lucas za niz filmov, kasneje pa ga je uporabilo več drugih avtorjev za množico romanov, krajših zgodb in stripov. Ti pogosto razvijejo povsem obrobne dogodke ali like iz izvirnika v lastno pripoved, saj velja, da osnovne zgodbe (t. i. kánona) ni dovoljeno spreminjati.